# ピンチョス

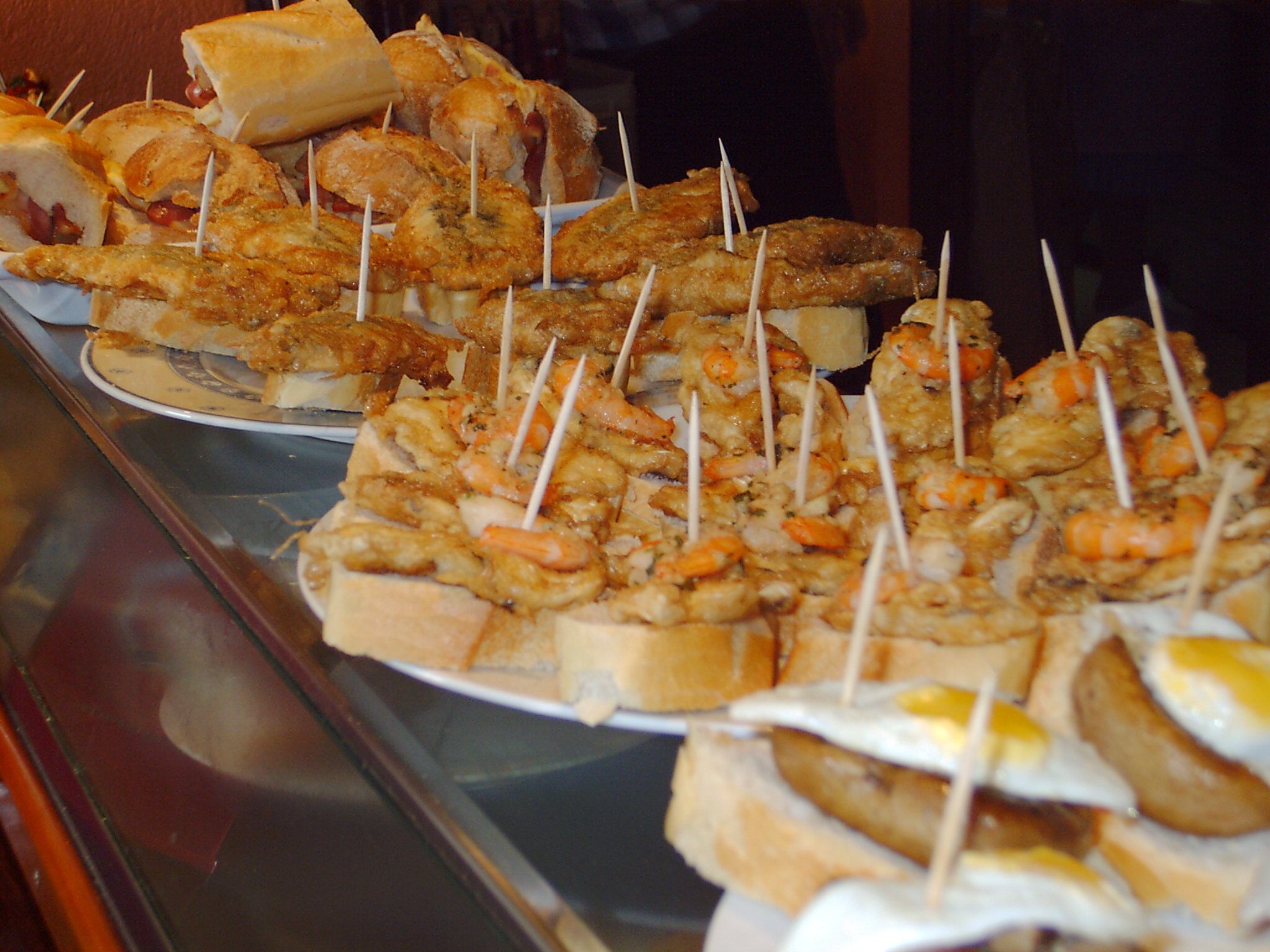
串がささったピンチョス。スペインビスカヤ県ベルメオにて

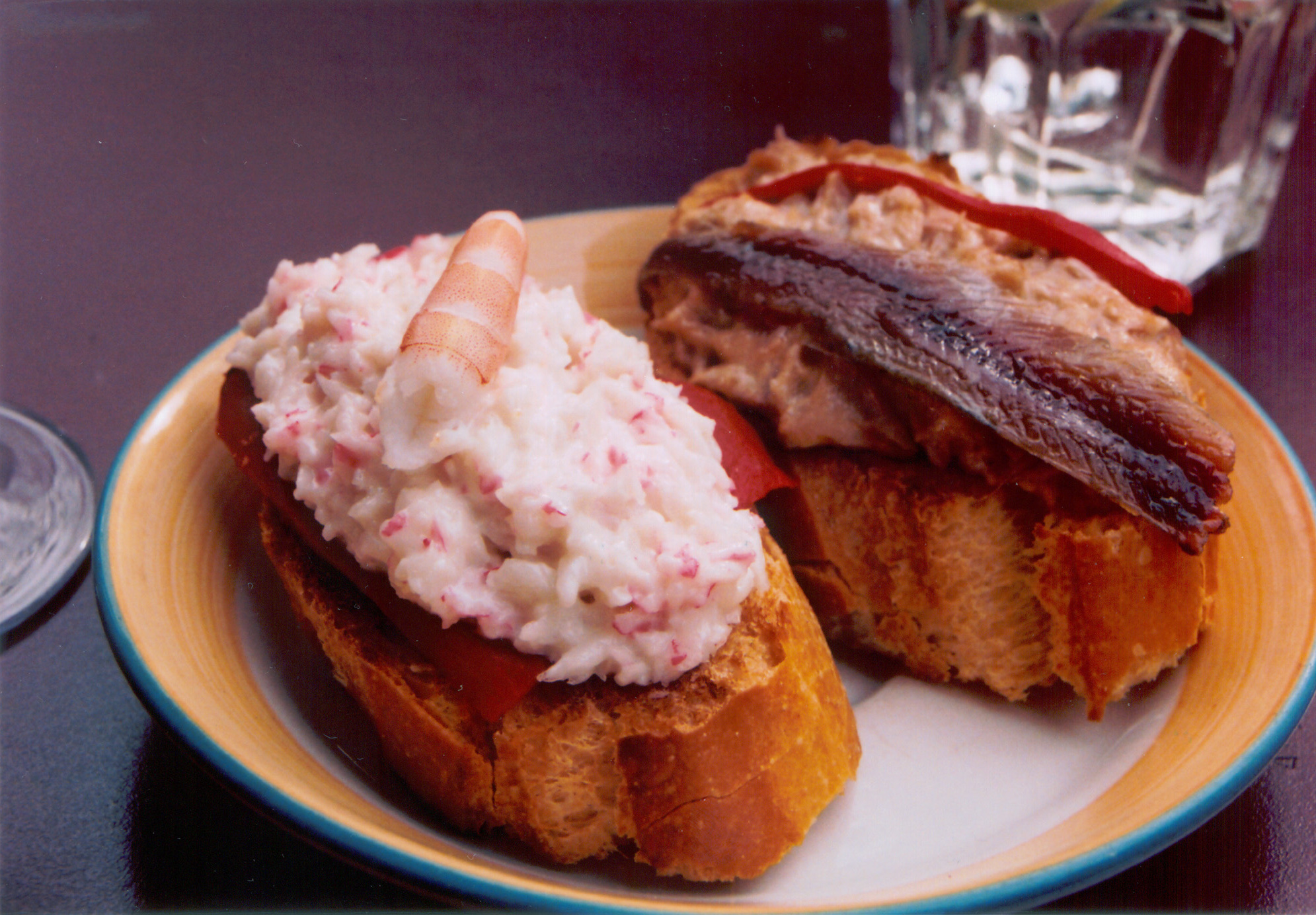
串を用いないピンチョス。カニカマと海老（左）、鰹とアンチョビ（右）

ピンチョス（単数形はピンチョ 西: pincho、バスク語: pintxo、「串」の意）は、小さく切ったパンに少量の食べ物がのせられた軽食のことである。名称はかつては食材を串や楊枝でパンに刺して留めていたことに由来しているが、串や楊枝を用いないものもピンチョ（ス）と呼ばれる。タパの一種であり、現在はタパの同義語としてもつかわれる。

## スペインにおけるピンチョス
ピンチョスは、チキート（txikito）と呼ばれる赤ワインまたはスリート（zurito）と呼ばれるビールとともに楽しむアペタイザーである。バスク州、カンタブリア州、ナバーラ州、ラ・リオハ州、ブルゴス県のミランダ・デ・エブロ市といったスペインの北部のバルでよく見かける食べ物である。
パンにのせる食材は何でもよいが、バスク料理でよく用いられる魚（とくにメルルーサ、タラ、アンチョビ、ウナギの稚魚もどき）、トルティージャ、肉詰めピーマン、コロッケなどであることが多い。
代用的なピンチョスはヒルダであり、アンチョビ、オリーブの実、青唐辛子の酢漬けを串刺しにしたものである。
バールでトレイにのせられているピンチョスは自分で串を抜き、上記のワインやビールを飲んだり、友人と話しながら立ったまま食べるのが一般的である。どの店も異なる料理には異なる串を用い、勘定には串を数えると考えられているが、実際には串の長さを変えたり、串に異なる色のキャップをはめるバールもある一方、必ずしも串の本数や形状で勘定をするのが一般的というわけではない。
スペインでは酒のつまみや軽食を全てタパス（Tapas）という言葉でまとめてしまうこともあるが、厳密にはタパスが料理を小分けにした突き出し風のもの、ピンチョスはオープン・サンドイッチ状のフィンガーフード（指でつまんで食べられる軽食）である。

## 中南米におけるピンチョス

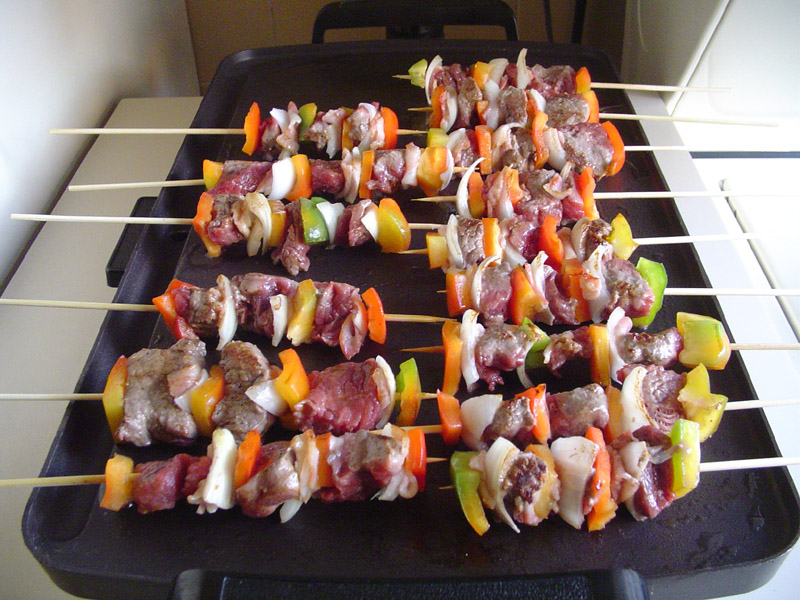
ベネズエラのピンチョス。スペインではブロチェタと呼ぶ。

ラテンアメリカでもピンチョスは上記のスペイン料理およびバスク料理として広く知られているが、プエルトリコ、ホンジュラス、エクアドルなどでは、バーベキューの串焼き料理（東南アジア料理のサテ、中近東料理のケバブに該当するもの）をピンチョスと呼び、屋台などで販売している。
バスクのピンチョスとは異なり、中南米ではパンは一切れ程度、あるいはまったく用いないが、串は必ず用いる。長い竹串に牛肉、鶏肉、豚肉、サメ肉、メキシコ風チョリソ、ジャガイモ、タマネギ、ピーマン、熟したプランテンなどを刺して焼き、串のまま供される。
スペインでは、串焼きは一般にブロチェタ（es:Brocheta）と呼ばれる。ブロチェタはフランス語で串焼きを意味するブロシェット（Brochette）がスペイン語化した借用語である。スペインでは、ピンチョスとともにブロチェタもおつまみとして扱われることもあるが、串が皿に対して垂直に刺されたオープンサンドがピンチョス、串が皿に対して平行に刺された串焼きがブロチェタ、と区別されている。例外がアンダルシア地方のピンチート（pinchito、「小串」）またはピンチョ・モルーノ（pincho moruno、「ムーア人の串」）で、これは豚肉や鶏肉を用いた中東のケバブ風の串焼き料理である。